# Филип Карл Доминик фон Йотинген-Валерщайн
Филип Карл Доминик Адам Ото Мария Бенедикт Антон фон Йотинген-Валерщайн (на немски: Philipp Carl Dominikus Adam Otto Maria Benedikt Anton von Oettingen-Wallerstein; * 17 март 1722 в Аугсбург; † 14 април 1766 във Валерщайн) е граф на Йотинген-Валерщайн в Швабия, Бавария.
Той е най-малкият син на граф Антон Карл фон Йотинген-Валерщайн (1679 – 1738) и съпругата му графиня Мария Агнес Магдалена Фугер фон Глот (1680 – 1753), дъщеря на Франс Ернст Фугер фон Глот (1648 – 1711) и графиня Мария Терезия фон Йотинген-Катценщайн (1651 – 1710).
Брат е на Ернст Лудвиг Нотгер Игнац (1709– 1720), Франц Ернст (1713 – 1717) и Йохан Карл Фридрих (1715 – 1744), граф на Йотинген-Валерщайн.
Филип Карл фон Йотинген-Валерщайн умира на 4 април 1766 г. във Валерщайн, Швабия на 44 години и е погребан в Майхинген.
През 1774 г. син му Крафт Ернст става 1. имперски княз на Йотинген-Йотинген и Йотинген-Валерщайн.

## Фамилия
Филип Карл фон Йотинген-Валерщайн се жени на 21 февруари 1746 г. в Хоен-Балдерн за втората му братовчедка графиня Шарлота Юлиана Терезия Мария Анна Валбурга Йозефа фон Йотинген-Балдерн-Катценщайн (* 25 октомври 1728; † 2 януари 1791), дъщеря на граф Крафт Антон Вилхелм фон Йотинген-Балдерн-Катценщайн (1684 – 1751) и Йохана Елеонора Мария фон Шонборн-Бухайм (1688 – 1763). Те имат децата:
- Крафт Ернст I Юдас Тадеус Нотгер (* 3 август 1748, Валерщайн; † 6 октомври 1802, Валерщайн), граф на Йотинген-Валерщайн и Йотинген-Балдерн, 1. имперски княз на Йотинген-Йотинген и Йотинген-Валерщайн на 14 април 1774, женен I. на 25 август 1774 г. в Тругенхофен за принцеса Мария Тереза фон Турн и Таксис (* 10 юли 1757, Регенсбург; † 9 март 1776, Валерщайн), дъщеря на княз Карл Анселм фон Турн и Таксис, II. на 20 октомври 1789 г. във Вайлтинген за херцогиня Вилхелмина Фридерика Елизабет фон Вюртемберг (* 3 юли 1764; † 9 август 1817), дъщеря на херцог Лудвиг Евгений фон Вюртемберг (1731 – 1795)
- Франц Лудвиг Карл Боромеус (* 16 септември 1749, Валерщайн; † 7 септември 1791, Валерщайн)
- Карл Антон Йохан Непомук Юдас Тадеус (* 19 октомври 1750, Валерщайн; † 11 март 1751, Валерщайн
- Карл Антон Франц Юдас Тадеус (* 9 декември 1751, Валерщайн; † 15 декември 1752, Валерщайн)
- Алойс Вилхелм Карл Юдас Тадеус (* 9 юли 1753, Хоеналтхайм; † 2 ноември 1759)
- Йохан Непомук (*/† 23 юли 1754)
- Фридрих Карл Александер Нотгер Юдас Тадеус (* 10 февруари 1756, Валерщайн; † 28 октомври 1802, Виена)
- Карл Александер Лудвиг Нотгер Юдас Тадеус (* 24 ноември 1757, Валерщайн; † 9 юли 1760, Хоеналтхайм)
- Филип Карл Йозеф Нотгер Юдас Тадеус (* 8 февруари 1759, Валерщайн; † 16 декември 1826, Виена)
- Антон Игнац Юдас Тадеус (* 5 януари 1761, Валерщайн; † 28 септември 1769, Хоеналтхайм)
- Хайнрих Александер Юдас Тадеус (* 14 септември 1762, Дишинген; † 6 декември 1762, Хоеналтхайм)
- Мария Елеонора Анна Агнес Валбурга (* 22 май 1747, Валерщайн; † 25 декември 1797, Виена), омъжена в двореца Шьонбрун във Виена на 14 юли 1768 г. за княз Йозеф Йохан I фон Шварценберг (* 3 юли 1742; † 5 ноември 1789)
- София Мария Тереза Валбурга (* 9 декември 1751, Валерщайн; † 21 май 1835, Виена), омъжена на 18 август 1772 г. във Виена за ландграф Йоахим Егон фон Фюрстенберг-Вайтра (* 22 декември 1749; † 26 януари 1828), син на ландграф Лудвиг Август Егон фон Фюрстенберг-Щюлинген-Вайтра (1705 – 1759)